# Сокільницька волость
Сокільницька волость — адміністративно-територіальна одиниця Слов'яносербського повіту Катеринославської губернії.
Станом на 1886 рік складалася з 14 поселень, 16 сільських громад. Населення — 1053 особи (600 чоловічої статі та 453 — жіночої), 182 дворових господарства.
|                     | Площа, десятин | У тому числі орної, дес. |
| ------------------- | -------------- | ------------------------ |
| Сільських громад    | 1403           | 696                      |
| Приватної власності | 7530           | 1770                     |
| Казенної власності  | 25             | —                        |
| Іншої власності     | 120            | 20                       |
| Загалом             | 9078           | 2486                     |

Найбільші поселення волості:
- Сокільники (Перечине) — колишнє державне село при річці Сіверський Донець за 10 верст від повітового міста, 273 особи, 65 дворів, православна церква, винокурний завод.
- Пришиб (Абрамівка) — колишнє державне село при річці Сіверський Донець, 424 особи, 70 дворів, паровий млин.